# Apatania mirabilis
Apatania mirabilis är en nattsländeart som beskrevs av Martynov 1909. Apatania mirabilis ingår i släktet Apatania och familjen Apataniidae. Inga underarter finns listade i Catalogue of Life.